# Rajovo
Rajovo (bulgariska: Райово) är ett distrikt i Bulgarien.   Det ligger i kommunen Obsjtina Samokov och regionen Sofijska oblast, i den västra delen av landet, 40 km söder om huvudstaden Sofia.
Trakten runt Rajovo består till största delen av jordbruksmark. Runt Rajovo är det ganska glesbefolkat, med 38 invånare per kvadratkilometer.